# 空気とインク/wire
「空気とインク / wire」は、CYNHNの楽曲。CYNHNの5枚目のシングルとして2019年3月20日に発売された。発売元はI BLUE。

## 概要
3rdシングル『タキサイキア/So Young』から、メンバーそれぞれがメインヴォーカルを務める曲をリリースしている。今回のメインヴォーカルは「空気とインク」を桜坂真愛、「wire」を百瀬怜が担当した。
MVは、“演じまスウィーニープロジェクト”第3弾として、桜坂真愛、百瀬怜が主演を務めるショートムービー仕立ての内容となっている。また、前作同様アートディレクターに阿部優子（ASOBISYSTEM）を起用している。
シングルは初回限定盤A（TECI-662）と初回限定盤B（TECI-663）と通常盤（TECI-664）の3種リリースで、初回限定盤Aには「空気とインク」のMusic Video & メイキング、初回限定盤Bには「wire」のMusic Video & メイキング」を収録したDVDが同梱されている。
また初回限定盤にのみカップリング曲が収録されており、初回限定盤Aでは青柳透センター曲「ドリーミーライフ」、初回限定盤Bでは月雲ねるセンター曲「Smile Runway」が収録されている。
「空気とインク」、「wire」ともに、振付はメンバーの百瀬怜が担当。また「空気とインク」の一部のポーズは桜坂真愛が考案したものとなっている。

## シングル収録内容

### 初回限定盤A
| #         | タイトル             | 作詞      | 作曲      | 編曲      | 時間  |
| --------- | -------------------- | --------- | --------- | --------- | ----- |
| 1.        | 「空気とインク」     | 渡辺翔    | 渡辺翔    | 清水哲平  | 4:30  |
| 2.        | 「wire」             | 渡辺翔    | 渡辺翔    | 清水哲平  | 3:31  |
| 3.        | 「ドリーミーライフ」 | 土川大輔  | 土川大輔  | 土川大輔  | 4:15  |
| 合計時間: | 合計時間:            | 合計時間: | 合計時間: | 合計時間: | 12:16 |

| #  | タイトル                      | 作詞 | 作曲・編曲 |
| -- | ----------------------------- | ---- | ---------- |
| 1. | 「空気とインク Music Video」  |      |            |
| 2. | 「空気とインク MVメイキング」 |      |            |

### 初回限定盤B
| #         | タイトル         | 作詞       | 作曲      | 編曲      | 時間  |
| --------- | ---------------- | ---------- | --------- | --------- | ----- |
| 1.        | 「空気とインク」 | 渡辺翔     | 渡辺翔    | 清水哲平  | 4:30  |
| 2.        | 「wire」         | 渡辺翔     | 渡辺翔    | 清水哲平  | 3:31  |
| 3.        | 「Smile Runway」 | ハガセイヤ | 伊藤賢    | 伊藤賢    | 4:04  |
| 合計時間: | 合計時間:        | 合計時間:  | 合計時間: | 合計時間: | 12:05 |

| #  | タイトル              | 作詞 | 作曲・編曲 |
| -- | --------------------- | ---- | ---------- |
| 1. | 「wire Music Video」  |      |            |
| 2. | 「wire MVメイキング」 |      |            |

### 通常盤
| #         | タイトル                   | 作詞      | 作曲      | 編曲      | 時間  |
| --------- | -------------------------- | --------- | --------- | --------- | ----- |
| 1.        | 「空気とインク」           | 渡辺翔    | 渡辺翔    | 清水哲平  | 4:30  |
| 2.        | 「wire」                   | 渡辺翔    | 渡辺翔    | 清水哲平  | 3:31  |
| 3.        | 「空気とインク Inst Ver.」 |           |           |           | 4:30  |
| 4.        | 「wire Inst Ver.」         |           |           |           | 3:31  |
| 合計時間: | 合計時間:                  | 合計時間: | 合計時間: | 合計時間: | 16:02 |